# 氢氧化钕
氢氧化钕是一种无机化合物，化学式为Nd(OH)3。

## 制备
硝酸钕和氨水作用，产生氢氧化钕：
Nd(NO3)3 + 3 NH3·H2O → Nd(OH)3↓ + 3 NH4NO3
若控制Nd(NO3)3浓度为40g/L，氨水浓度0.50mol/L，将氨水以1.5mL/min的速度加入Nd(NO3)3溶液，pH控制在7.35，以聚乙二醇为分散剂，则可得到氢氧化钕微粉，D50≤1μm。

## 化学性质
氢氧化钕可溶于酸，生成钕盐：
Nd(OH)3 + 3 H+ → Nd3+ + 3 H2O